# الحفنة (الدوادمي)
الحفنة، هي قرية من فئة (أ) تقع في محافظة الدوادمي، والتابعة لمنطقة الرياض في السعودية. وتبعد الحفنة عن محافظة الدوادمي بمسافة تقارب () كم.